# Pinyolada

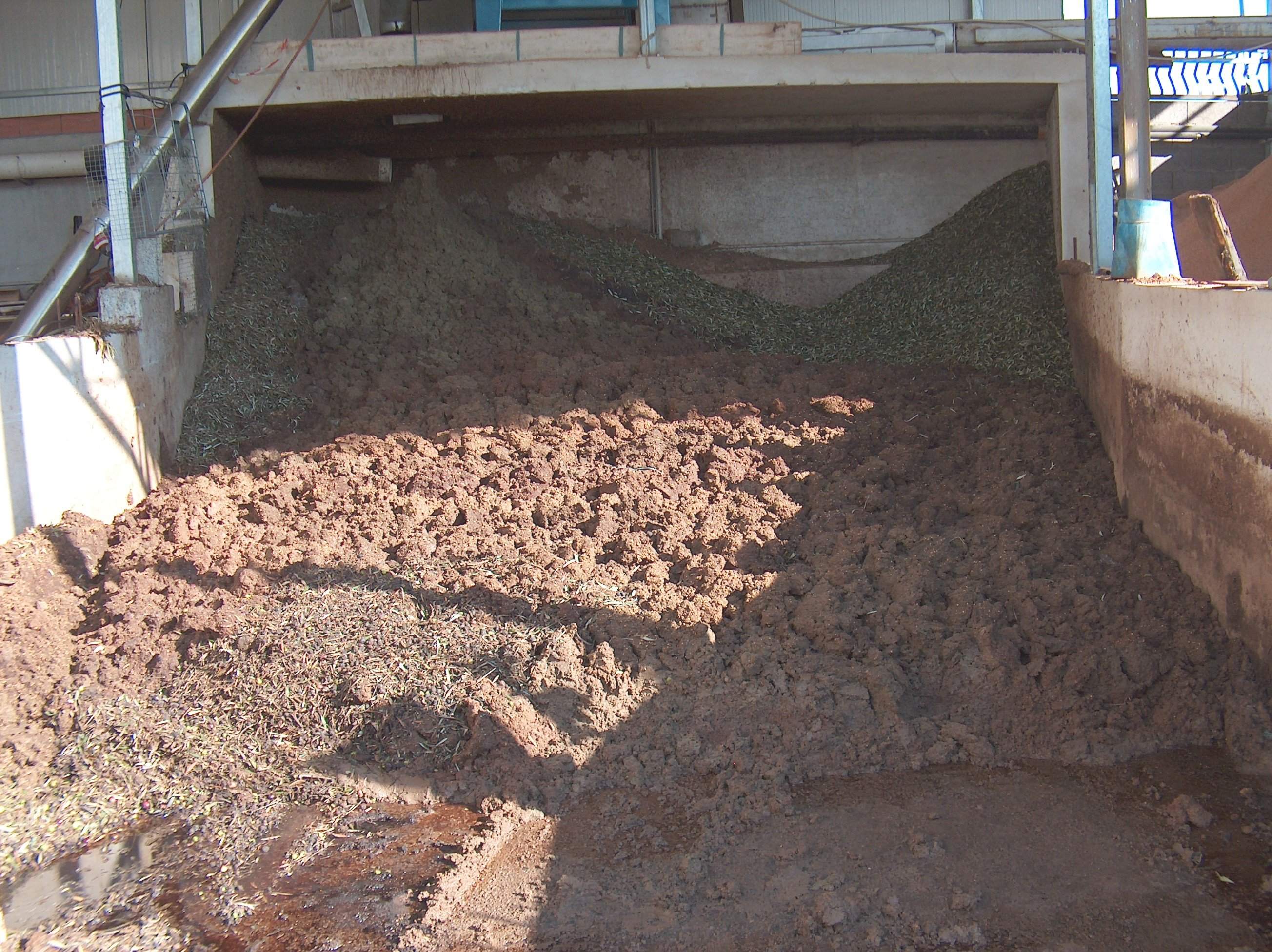
Pinyolada

La pinyolada és un subproducte de l'extracció en un trull de l'oli d'oliva. En el sistema tradicional d'extracció s'obtenia un residu sòlid, la pinyolada, amb un grau d'humitat d'entre 25 i 30%. Altres nom són: pinyol, pinyola, molinada, sansa, rullol, nuïls o flàvia.
En sistemes moderns de centrifugatge com aquell dit de tres fases la pinyolada té l'inconvenient de ser més humida, aproximadament amb 45% d'humitat i necessita un quilogram d'aigua per cada kg d'olives i per això és més pol·luent.
En el sistema de centrifugació de dues fases s'obté junt la morca i la pinyolada amb vora 65-70% d'humitat.
De la pinyolada s'obté prop de 3% de l'oli però no per mitjans físics sinó amb l'ús de productes químics com l'hexà.
També se n'obté àcid maslínic.
L'oli de pinyolada una vegada refinat es mescla amb oli d'oliva verge per tal de donar-li un aspecte i sabor d'oli, puix que el refinatge el fa insípid i quasi incolor.